# لاري بيرد
لاري جو بيرد (بالإنجليزية: Larry Bird) (ولد في 7 من ديسمبر 1956م) هو لاعب ومدرب ومدير فريق كرة سلة أمريكي سابق في الرابطة الوطنية لكرة السلة. انضم بيرد في الدورة السادسة بالـرابطة الوطنية لكرة السلة عن طريق فريق بوسطن سيلتكس في 1978م، وقد بدأ في مركز لاعب الهجوم صغير الجسم ثم لاعب الهجوم قوي الجسم لمدة 13 موسمًا، وكان رأس حربة في واحد من أفضل فرق الهجوم التي ضمت لاعب الوسط روبرت باريش ولاعب الهجوم كيفن مكهيل. وتم تكريم بيرد لاثنتي عشرة مرة في فريق النجوم بالـرابطة الوطنية لكرة السلة وحاز على أفضل لاعب بالرابطة ثلاث مرات. لعب بيرد طيلة حياته المهنية في نادي بوسطن، وفاز بثلاث بطولات بالرابطة الوطنية لكرة السلة.
وبسبب مشاكل الظهر المزمنة، تقاعد كلاعب في 1992، وكان عضوًا في فريق الأحلام والذي فاز بالميدالية الذهبية في الألعاب الأولمبية الصيفية 1992. وقد تم اختيار بيرد في فريق أفضل اللاعبين في الذكرى الخمسين للرابطة الوطنية لكرة السلة في عام 1998. وعمل مدربًا لفريق إنديانا بيسرز اعتبارًا من 1997إلى 2000. في 2003 تولى رئاسة عمليات كرة السلة بنادي بيسرز، وظل في ذلك المنصب حتى عام 2012. وإلى جانب كونه جزءًا من نادي 50-40-90 فهو الشخص الوحيد في تاريخ الرابطة الوطنية لكرة السلة الذي حمل ألقاب أفضل لاعب وأفضل مدرب للعام وأفضل مدير تنفيذي للعام.

## نشأته
ولد لاري بيرد في قرية ويست بادين سبرينغس بمقاطعة أورانج في ولاية إنديانا الأمريكية. كان والده يدعى كلود جوزيف بيرد، ووالدته تدعى جورجيا، وكان والده من المشاركين في الحرب الكورية. وكان والداه من أصول أيرلندية واسكتلندية مع جذور من الشعوب الأمريكية الأصلية، وبالإضافة إلى لاري، فقد أنجبا أربع أبناء وابنة.
تربى لاري بالقرب من بلدة فرنش ليك، حيث عملت والدته في وظيفتين لتساعد في توفير احتياجات أبنائها الست. وقد قال لاري لاحقًا أن الفقر في طفولته لايزال يحفزه «حتى اليوم». وتطلق الوالدان عندما كان لاري في المدرسة الثانوية، وانتحر الأب بعد حوالي سنة. وقد لجأ لاري إلى كرة السلة للهروب من المشاكل العائلية، حيث لعب لفريق مدرسة سبرينغس فالي الثانوية وأصبح الهداف الأول للمدرسة، وكان شقيقه الأصغر إيدي يلعب في جامعة إنديانا.

## إحصائيات المهنة

### موسم عادي
| السنة     | الفريق    | لعب | بدأ | دقيقة | ميداني% | ثلاثية | حرة   | ارتداد | صنع | استلاب | تصدي | نقطة |
| --------- | --------- | --- | --- | ----- | ------- | ------ | ----- | ------ | --- | ------ | ---- | ---- |
| 1979–80   | بوسطن ‏    | 82  | 82  | 36.0  | .474    | .406   | .836  | 10.4   | 4.5 | 1.7    | .6   | 21.3 |
| 1980–81   | بوسطن ‏    | 82  | 82  | 39.5  | .478    | .270   | .863  | 10.9   | 5.5 | 2.0    | .8   | 21.2 |
| 1981–82   | بوسطن ‏    | 77  | 58  | 38.0  | .503    | .212   | .863  | 10.9   | 5.8 | 1.9    | .9   | 22.9 |
| 1982–83   | بوسطن ‏    | 79  | 79  | 37.7  | .504    | .286   | .840  | 11.0   | 5.8 | 1.9    | .9   | 23.6 |
| 1983–84   | بوسطن ‏    | 79  | 77  | 38.3  | .492    | .247   | .888* | 10.1   | 6.6 | 1.8    | .9   | 24.2 |
| 1984–85   | بوسطن ‏    | 80  | 77  | 39.5* | .522    | .427   | .882  | 10.5   | 6.6 | 1.6    | 1.2  | 28.7 |
| 1985–86   | بوسطن ‏    | 82  | 81  | 38.0  | .496    | .423   | .896* | 9.8    | 6.8 | 2.0    | .6   | 25.8 |
| 1986–87   | بوسطن ‏    | 74  | 73  | 40.6* | .525    | .400   | .910* | 9.2    | 7.6 | 1.8    | .9   | 28.1 |
| 1987–88   | بوسطن ‏    | 76  | 75  | 39.0  | .527    | .414   | .916  | 9.3    | 6.1 | 1.6    | .8   | 29.9 |
| 1988–89   | بوسطن ‏    | 6   | 6   | 31.5  | .471    | ...    | .947  | 6.2    | 4.8 | 1.0    | .8   | 19.3 |
| 1989–90   | بوسطن ‏    | 75  | 75  | 39.3  | .473    | .333   | .930* | 9.5    | 7.5 | 1.4    | .8   | 24.3 |
| 1990–91   | بوسطن ‏    | 60  | 60  | 38.0  | .454    | .389   | .891  | 8.5    | 7.2 | 1.8    | 1.0  | 19.4 |
| 1991–92   | بوسطن ‏    | 45  | 45  | 36.9  | .466    | .406   | .926  | 9.6    | 6.8 | .9     | .7   | 20.2 |
| مسيرة     | مسيرة     | 897 | 870 | 38.4  | .496    | .376   | .886  | 10.0   | 6.3 | 1.7    | 0.8  | 24.3 |
| كل-النجوم | كل-النجوم | 10  | 9   | 28.7  | .423    | .231   | .844  | 7.9    | 4.1 | 2.3    | 0.3  | 13.4 |

### تصفيات
| السنة | الفريق | لعب | بدأ | دقيقة | ميداني% | ثلاثية | حرة  | ارتداد | صنع | استلاب | تصدي | نقطة |
| ----- | ------ | --- | --- | ----- | ------- | ------ | ---- | ------ | --- | ------ | ---- | ---- |
| 1980 ‏ | بوسطن ‏ | 9   | 9   | 41.3  | .469    | .267   | .880 | 11.2   | 4.7 | 1.6    | 0.9  | 21.3 |
| 1981 ‏ | بوسطن ‏ | 17  | 17  | 44.1  | .470    | .375   | .894 | 14.0   | 6.1 | 2.3    | 1.0  | 21.9 |
| 1982 ‏ | بوسطن ‏ | 12  | 12  | 40.8  | .427    | .167   | .822 | 12.5   | 5.6 | 1.9    | 1.4  | 17.8 |
| 1983 ‏ | بوسطن ‏ | 6   | 6   | 40.0  | .422    | .250   | .828 | 12.5   | 6.8 | 2.2    | 0.5  | 20.5 |
| 1984 ‏ | بوسطن ‏ | 23  | 23  | 41.8  | .524    | .412   | .879 | 11.0   | 5.9 | 2.3    | 1.2  | 27.5 |
| 1985 ‏ | بوسطن ‏ | 20  | 20  | 40.8  | .461    | .280   | .890 | 9.1    | 5.8 | 1.7    | 1.0  | 26.0 |
| 1986 ‏ | بوسطن ‏ | 18  | 18  | 42.8  | .517    | .411   | .927 | 9.3    | 8.2 | 2.1    | .6   | 25.9 |
| 1987 ‏ | بوسطن ‏ | 23  | 23  | 44.1  | .476    | .341   | .912 | 10.0   | 7.2 | 1.2    | 0.8  | 27.0 |
| 1988 ‏ | بوسطن ‏ | 17  | 17  | 44.9  | .450    | .375   | .894 | 8.8    | 6.8 | 2.1    | 0.8  | 24.5 |
| 1990 ‏ | بوسطن ‏ | 5   | 5   | 41.4  | .444    | .263   | .906 | 9.2    | 8.8 | 1.0    | 1.0  | 24.4 |
| 1991 ‏ | بوسطن ‏ | 10  | 10  | 39.6  | .408    | .143   | .863 | 7.2    | 6.5 | 1.3    | 0.3  | 17.1 |
| 1992 ‏ | بوسطن ‏ | 4   | 2   | 26.8  | .500    | .000   | .750 | 4.5    | 5.3 | 0.3    | 0.5  | 11.3 |
| مسيرة | مسيرة  | 164 | 162 | 42.0  | .472    | .321   | .890 | 10.3   | 6.5 | 1.8    | 0.9  | 23.8 |

## كتابات أخرى
- MacCambridge، Michael، المحرر (1999). ESPN SportsCentury [Larry Bird: Bird of Prey]. New York: Hyperion-ESPN Books. ص. 253–4. مؤرشف من الأصل في 2022-06-16.
- May، Peter، المحرر (1994). [The Big Three:]. New York: Simon & Schuster. {{استشهاد بكتاب}}: |trans-title= بحاجة لـ |title= أو |script-title= (مساعدة)

## وصلات خارجية
- لاري بيرد على موقع IMDb (الإنجليزية)
- لاري بيرد على موقع الموسوعة البريطانية (الإنجليزية)
- لاري بيرد على موقع إن إن دي بي (الإنجليزية)
- لاري بيرد على موقع قاعدة بيانات الفيلم (الإنجليزية)
- لاري بيرد على موقع الاتحاد الدولي لكرة السلة (الإنجليزية)
- لاري بيرد على موقع إن بي أي (الإنجليزية)
- لاري بيرد على موقع سبورتس رفرنس (الإنجليزية)
- لاري بيرد على موقع كلية كرة السلة في سبورتس رفرنس.كوم (الإنجليزية)
- لاري بيرد على موقع ريلجم (الإنجليزية)
- لاري بيرد على موقع بروبوليرز (الإنجليزية)
- لاري بيرد على موقع قاعة المشاهير الجامعة الوطنية لكرة السلة (الإنجليزية)
- لاري بيرد على موقع سبورتس رفرنس (الإنجليزية)
- لاري بيرد على موقع سبورتس رفرنس (الإنجليزية)
- لاري بيرد على موقع أوليمبيديا (الإنجليزية)
- Sportscentury's 30th greatest athlete of all time provided by ESPN.com
- NBA.com: Where Legends Are Born
- NBA History
- CNN/Sports Illustrated: A Player for the Ages نسخة محفوظة 30 سبتمبر 2013 على موقع واي باك مشين.
- 1979 Oscar Robertson Trophy USBWA College Player of the Year
- Videos of Larry Bird on mReplay.com نسخة محفوظة 24 ديسمبر 2007 على موقع واي باك مشين.
- Larry Bird Statistics
- Indiana Basketball Hall of Fame profile